# The Alchemy
«The Alchemy» es una canción del undécimo álbum de estudio de Taylor Swift, The Tortured Poets Department (2024). Swift escribió y produjo el tema junto con Jack Antonoff. «The Alchemy» es una canción de pop rock que utiliza una amplia imaginería futbolística para describir un romance en ciernes tras haber pasado por un desamor. Algunos críticos consideraron que la imaginería y las metáforas futbolísticas eran débiles, mientras que otros elogiaron los elementos de producción. La canción alcanzó el puesto 18 en el Billboard Global 200 y llegó al top 25 en Australia, Canadá, Nueva Zelanda y Estados Unidos.

## Antecedentes y lanzamiento
Swift comenzó a trabajar en The Tortured Poets Department inmediatamente después de entregar su décimo álbum de estudio, Midnights, a Republic Records para su lanzamiento en 2022. Continuó trabajando en secreto durante la etapa estadounidense de la gira Eras en 2023. La concepción del álbum tuvo lugar cuando la vida personal de Swift seguía siendo un tema ampliamente cubierto por la prensa. Ella describió The Tortured Poets Department como su álbum «salvavidas» que «realmente necesitaba» hacer. Republic Records lo lanzó el 19 de abril de 2024; «The Alchemy» es la decimoquinta canción de la lista. El 12 de mayo de 2024, Swift interpretó una versión acústica con guitarra de «The Alchemy» en el cuarto concierto en París de su gira Eras.

## Música y letra
«The Alchemy» es una canción de pop rock con influencias de R&B en su instrumentación, compuesta por tambores resonantes y voces en capas. Will Hodgkinson de The Times escribió que tiene una producción «soñadora y romántica». La letra utiliza una amplia imaginería futbolística para describir el comienzo de una nueva relación. Shannon Carlin de Time escribió que la ubicación de la canción cerca del final del álbum estándar muestra que el personaje de Swift está dispuesto a «luchar de nuevo con este nuevo chico único» después de detallar a los ex amantes en las pistas anteriores («Estos tipos calientan el banco / Hemos estado en una racha ganadora»). Lauren Huff de Entertainment Weekly estuvo de acuerdo, diciendo que «The Alchemy», colocada después de «canciones sobre un desamor tan fuerte que Swift lo compara con un 'paro cardíaco' en su epílogo», señalaba un tipo de locura «buena», la de enamorarse. La letra de la canción también parece trazar un paralelo entre los químicos liberados por el cerebro al practicar un deporte y aquellos liberados cuando uno está enamorado. El personaje de Swift le dice a su nuevo amante que está dispuesta a darlo todo («Así que cuando aterrice / Llama a los aficionados y córtalos del equipo») y admite que no tiene otra opción («Honestamente, ¿quiénes somos para luchar contra la alquimia?»). La canción también presenta detalles del amante ganando un partido de fútbol («Camisetas fuera, y tus amigos te levantan sobre sus cabezas»). En el puente, el personaje de Swift afirma: «¿Dónde está el trofeo? Él solo viene, corriendo hacia mí». Muchas publicaciones interpretaron que «The Alchemy» trata sobre la relación de Swift con el jugador de fútbol americano Travis Kelce.

## Recepción de la crítica
Las críticas a la canción se centraron principalmente en sus letras. Algunos críticos, como Spencer Kornharber de The Atlantic, Carl Wilson de Slate y John Wohlmacher de Beats Per Minute, consideraron que la imaginería futbolística en las letras era débil, «terrible» y «descuidada». Neil McCormick de The Daily Telegraph dijo que la pista contiene «chistes deportivos cursis». Escribiendo para el Financial Times, Ludovic Hunter-Tilney dijo que la canción era una de las pistas «repetitivas» y opinó que el título se usó incorrectamente. Lindsay Zoladz de The New York Times describió la canción como «sin peso». Hugh G. Paddles de Sputnikmusic argumentó que «The Alchemy» es una pista «efervescente y cargada de emociones», pero criticó la «entrega fingidamente narcótica y arrastrada» mencionando una referencia a las drogas cerca de las líneas finales. Las críticas más positivas se centraron en la producción. Wohlmacher elogió el sonido como «[relajado] y elegante» y dijo que el «estado de ánimo de la composición» compensa las letras. Hodgkinson le dio a la canción una calificación de cinco estrellas: «Es excelente, épica pero íntima, como la escena final de un éxito de taquilla». Clasificando las 31 canciones, Jason Lipshutz de Billboard colocó «The Alchemy» en el puesto 21, llamándola una «canción de amor brillante». Alex Hopper de American Songwriter describió la pista como «seductora y sexy».
Tras su lanzamiento, «The Alchemy» debutó y alcanzó el número 13 en el Billboard Hot 100 de Estados Unidos, donde la canción y las pistas del álbum hicieron de Swift la primera artista en ocupar los primeros 14 puestos de la lista. En Australia, debutó en su pico de número 18 en el ARIA Singles Chart y la convirtió en la artista con más entradas en una sola semana, con 29. En otros lugares, «The Alchemy» alcanzó el número 19 en el Billboard Global 200 y se ubicó en los países de Nueva Zelanda (19), Canadá (21), Portugal (41), Suiza (46), Suecia (65) y Francia (157). También alcanzó el número 23 en el Audio Streaming Chart del Reino Unido y el número 39 en el International Top 100 Digital Singles de Grecia.

## Gráficos
| Listas (2024)                      | Mejor posición |
| ---------------------------------- | -------------- |
| Australia (ARIA)                   | 18             |
| Canadá (Canadian Hot 100)          | 21             |
| Francia (SNEP)                     | 157            |
| Global 200 (Billboard)             | 19             |
| Grecia (IFPI)                      | 39             |
| Nueva Zelanda (Recorded Music NZ)  | 19             |
| Portugal (AFP)                     | 41             |
| Suecia (Sverigetopplistan)         | 65             |
| Suiza (Schweizer Hitparade)        | 46             |
| Reino Unido (OCC)                  | 23             |
| Estados Unidos (Billboard Hot 100) | 13             |